# Edmond Verstraeten
Edmond Paul Marie Verstraeten, né à Waesmunster en Belgique le 16 février 1870 où il est mort le 16 septembre 1956, est un peintre paysagiste luministe, de natures mortes, de portraits et graveur belge.

## Biographie
Il apprend le latin et le grec à l'école de Saint-Nicolas, avant de laisser de côté les études et de se destiner à la peinture.
Il aborde la peinture sur les conseils de Franz Courtens et suit les cours de Joseph Coosemans.
Il s'associe, aux colonies d'artistes de Tervuren où il peint la région, et entre en contact avec Émile Claus. Il fait également partie de la longue lignée de paysagistes qui ont suivi le peintre Émile Van Doren quand il s'établit à Genk dans le Limbourg où il exploite en 1891 l'hôtel des Artistes. Armand Maclot fait partie de ce groupe d'artiste. 
À partir de 1894, il expose à Gand, Anvers et Bruxelles, et se marie en 1896 à Augusta Reynart, originaire elle aussi de Saint-Nicolas. Il a avec elle dix enfants, principalement des filles (Hilda, Anna, Marie-Louise, Yvonne, Elsa et Eugénie).
Il séjourne en Russie où il rencontre Léon Tolstoï.
Il trouve son inspiration dans la vallée de la Durme (Pays de Waes) et après quelques années de vie à Gand, il retourne vivre à Waesmunster-Sombeke jusqu'à sa mort en 1956. Il y vit dans un vaste domaine situé sur les hauteurs de la ville et doté d'un grand parc rempli d'une végétation variée et d'un plan d'eau. Il peint à de nombreuses reprises son domaine.
À la suite de son décès le 16 septembre 1956, il est enterré au cimetière de Waesmunster-Sombeke. 

## Œuvre

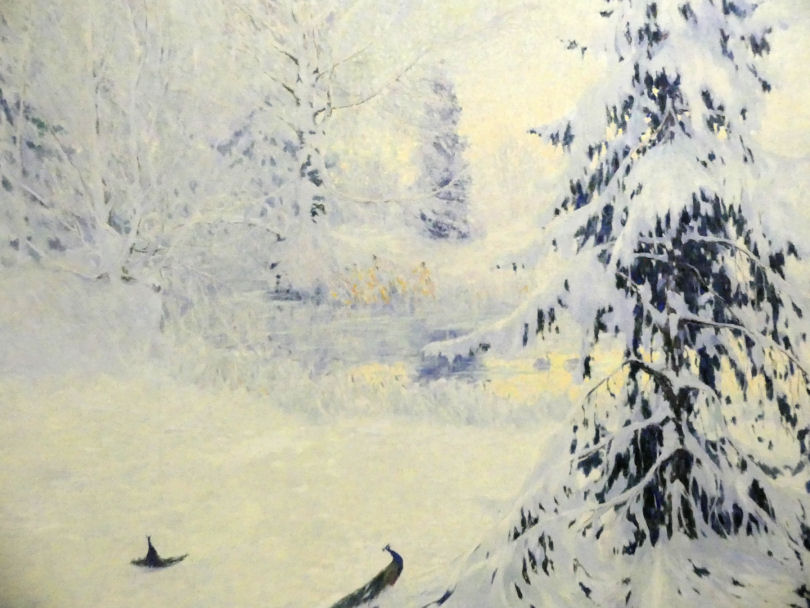
La Détresse des paons, 1907
Musée municipal de Sint-Niklaas

La tendance dominante de son œuvre est son amour intense pour la lumière et la nature de sa propre région la vallée de la Durme (Sombeke) dans le  Pays de Waes.
Avec des réminiscences réalistes, sa peinture se fait luministe et post-impressionniste. 
Au cours de sa vie, il créa plus de mille toiles. 
- La Détresse des paons, 1907, huile sur toile, 300 × 205 cm, Musée municipal de Sint-Niklaas[4]
- Hiver à Sombeke, 1919, huile sur toile, 123 × 248 cm, Musée des Beaux-Arts d'Anvers[5]
- Ferme, 1946, huile sur toile, 120 × 150 cm, VZW Edmond Verstraeten[2]
- Temps des semis 1953, huile sur toile, 46 × 100 cm[2]
- Le Lever de Sirius, huile sur toile, 200 × 301 cm, Musées royaux des Beaux-Arts de Belgique, Bruxelles[6]

## Hommages et distinctions
- On trouve une statue le représentant sur la place de Sombeke. Pieds nus, il est coiffé d'une feuille de chou qui témoigne de son végétarisme[7],[8] ;
- Chevalier de la Légion d'honneur

## Postérité
Aujourd'hui, la demeure dans laquelle peignit le groupe d'artistes réunis par Émile Van Doren, se trouve toujours à Genk et est devenue un musée regroupant les œuvres des artistes ayant fait partie de cette école
Une exposition d'été a été organisée  2024 par Francisca van Vloten au Marie Tak Museum de Dombourg. Elle est concentrée sur les œuvres réalisées dans son domaine de Den Dommel et au cours de ses nombreux voyages.